# 岐阜県道345号坂祝関線
岐阜県道345号坂祝関線（ぎふけんどう345ごう さかほぎせきせん）とは、かつて岐阜県加茂郡坂祝町と岐阜県関市を結んでいた一般県道である。2018年（平成30年）4月1日に廃止された。

## 概要
岐阜県加茂郡坂祝町勝山の勝山西交差点（岐阜県道207号各務原美濃加茂線交点）が起点。起点から北に進み、同町深萱交差点からは北西方向へ進む。関市に入り、関工業団地の東側を通過して大杉交差点（国道248号太田バイパス交点）が終点。
2014年（平成26年）の終点変更以前は大杉交差点から国道248号現道と重複しさらに関市中心部方面に延びていた。津保川（木曽川水系長良川支流）を渡り、関市春里町4丁目の春里町交差点（太田バイパス開通前の国道248号旧道との交点）が終点であった。
当県道の廃止後、当県道に指定されていた道路のうち坂祝町勝山（勝山西交差点） - 同町深萱（深萱交差点）間は岐阜県道346号富加坂祝線、それ以外の区間は坂祝町道、関市道になっている。

### 路線データ
- 起点：岐阜県加茂郡坂祝町勝山 勝山西交差点（岐阜県道207号各務原美濃加茂線[注 1]交点）
- 終点：岐阜県関市大杉[3] 大杉交差点（国道248号交点）
- 延長：7.673km[注 2]

## 歴史
- 2014年（平成26年）4月4日 - 終点および区域の変更。終点が関市春里町4丁目（春里町交差点）から短縮され、同市大杉（大杉交差点）に変更される[3]。当県道の指定から外れた区間（関市大杉 - 同市春里町）について、重複していた国道248号の指定からも外れ[3]、この区間は関市道となる。
- 2018年（平成30年）4月1日 - 廃止[1]

## 地理
起点付近に木曽川が流れる。

### 通過していた自治体
- 岐阜県
  - 加茂郡
    - 坂祝町

  - 関市

### 交差していた道路
- 岐阜県道207号各務原美濃加茂線[注 1]（坂祝町勝山・勝山西交差点）
- 国道21号坂祝バイパス（坂祝町勝山・勝山IC）
- 岐阜県道367号勝山山田線（坂祝町勝山・勝山IC入口交差点）
- 岐阜県道346号富加坂祝線（坂祝町深萱・深萱交差点）
- 国道248号太田バイパス（関市大杉・大杉交差点）

### 周辺
2014年の終点変更以前に指定されていた区間のものも含む。
- 猿啄城跡
- 関中央病院
- 関市立桜ヶ丘小学校
- 岐阜県立関高等学校